# Dissonância ludonarrativa

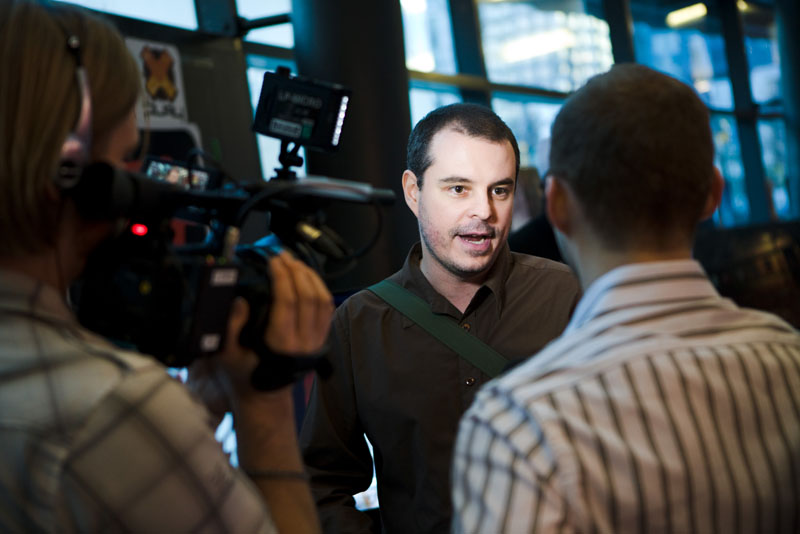
Designer Clint Hocking, criador do termo, na Game Design Expo 2009, em Vancouver, Canadá

A dissonância ludonarrativa é o conflito entre a narrativa de um jogo eletrônico contada por seu enredo e narrativa transmitida através de sua jogabilidade.
O termo foi cunhado pelo designer Clint Hocking numa postagem de 2007, na qual o autor critica o jogo BioShock, cuja narrativa embutida promove o altruísmo apesar de sua narrativa emergencial valorizar interesses e ações egoístas; isso criaria uma discrepância visível ao jogador, que o afastaria.
Em 2016, Frédéric Seraphine, semiótico e pesquisador especializado em design de jogos na Universidade de Tóquio, publicou uma revisão de literatura sobre o tópico. No artigo, desenvolvido em debates desencadeados pela publicação de Hocking, Seraphine identifica a causa da dissonância ludonarrativa como uma oposição entre os incentivos" e as "diretrizes" dentro da "estrutura lúdica [a jogabilidade]" e da "estrutura narrativa [a história] ".
Em uma palestra da Game Developers Conference 2013, o roterista de Spec Ops: The Line, Walt Williams, argumentou que aceitar a dissonância ludonarrativa permite ao desenvolvedor retratar o personagem como um hipócrita e a forçarçá-lo a racionalizar suas ações.